# Puente sobre el río Henares (Espinosa de Henares)
El puente sobre el río Henares es una construcción de traza medieval, aunque no se descarta su posible origen romano, situada en la localidad de Espinosa de Henares (Guadalajara, España). Fue construido hacia la segunda mitad del siglo XV, formado originalmente por cinco arcos ojivales; de éstos, el más cercano al pueblo era el canal que llevaba agua al molino. Comunica el pueblo y la carretera de Hita con la estación y las carreteras de Carrascosa, Cogolludo y Fuencemillán.
Su aspecto es fuerte y robusto y su construcción se realizó con sillería de arenisca. Debido a las frecuentes y cuantiosas crecidas del río que se producían con asiduidad hasta que se reguló su caudal con el embalse de Alcorlo, el puente ha necesitado de varias reparaciones. Una de ellas costó 4.250 ducados y esta carga se repartió entre los pueblos de 12 leguas al contorno.
De los cinco ojos del puente, los dos de los extremos eran mucho más bajos, quedando la entrada y la salida del puente en un nivel muy inferior al actual. Antiguamente pasaba el agua por tres de sus cinco ojos, sin contar el del canal, pero hoy lo hace solo por uno y el ojo más alejado del pueblo es por donde pasó otro canal que recoge el agua que ha servido para alimentar la turbina de la fábrica de harinas situada poco más arriba.
En 1921 fue reconstruido y reformado, y así consta grabado sobre un lateral de su barandilla. Se levantaron los ojos de los extremos, quedando el camino que iba sobre el puente a nivel horizontal y creándose también la carretera que pasa bajo palacio, con lo que la salida del puente daba a dicha carretera y a la cuesta de entrada al pueblo. Así adquirió su aspecto actual, teniendo hoy sus cinco arcos de medio punto, siendo los dos laterales menos amplios que los centrales. 
Cimientos y pilares de otro puente muy antiguo pueden verse unos dos o tres kilómetros río abajo desde este puente, tras pasar la segunda presa. Se cree también de la existencia de otro puente en el término de Espinosa, frente a la fábrica de harinas de los señores Mayo, señalando livianos rastros de empedrado que le hacen suponer que la calzada romana cruzaría al río a ese nivel.

## Enlaces
- Wikimedia Commons alberga una categoría multimedia sobre Puente sobre el río Henares.

- Datos: Q6091668
- Multimedia: Bridge over Henares River (Espinosa de Henares) / Q6091668